# Emi Shinohara
Emi Shinohara (jap. 篠原 恵美 Shinohara Emi; właściwie Emiko Shinohara (jap. 篠原 恵美子 Shinohara Emiko), ur. 8 sierpnia 1963 w Nagano, zm. 8 września 2024) – japońska seiyū i aktorka dubbingowa. Należała do agencji 81 Produce.

## Życiorys
Emi Shinohara urodziła się 8 sierpnia 1963 roku i wychowywała się w Nagano w Japonii w prefekturze Fukushima. Swoją przygodę jako seiyū rozpoczęła w 1985 roku w wieku 22 lat, użyczając głosu Daitokuji Biiko (B-ko) w filmie anime Księżniczka z Alfa Sydney. W późniejszych czasach użyczała głosu wielu bohaterkom, m.in. Yōko Mizuno w Maria-sama ga miteru, Presea i Sierra w Wojowniczki z Krainy Marzeń, Kaho Mizuki w Cardcaptor Sakura, Yu Fan Xia w Full Metal Panic! The Second Raid oraz Ophelia w Claymore, ale największą sławę przyniosła jej w 1992 roku rola Makoto Kino jako Czarodziejki z Jowisza w serialu anime Czarodziejka z Księżyca.

## Życie prywatne
Była żoną aktora tokusatsu Hiroshiego Watari.

## Wybrana filmografia
- Księżniczka z Alfa Sydney – Daitokuji Biiko (B-ko)
- Maria-sama ga miteru – Yōko Mizuno
- Wojowniczki z Krainy Marzeń – Presea i Sierra
- Cardcaptor Sakura – Kaho Mizuki
- Full Metal Panic! The Second Raid – Yu Fan Xia
- Claymore – Ophelia
- Czarodziejka z Księżyca – Makoto Kino / Czarodziejka z Jowisza
- Sailor Moon R – Czarodziejka z Księżyca: Film kinowy – Makoto Kino / Czarodziejka z Jowisza
- Przemieńcie się, Czarodziejki! – Makoto Kino / Czarodziejka z Jowisza
- Sailor Moon S – Czarodziejka z Księżyca: Film kinowy – Makoto Kino / Czarodziejka z Jowisza
- Sailor Moon SuperS: The Movie – Makoto Kino / Czarodziejka z Jowisza
- Sailor Moon SuperS: Special – Makoto Kino / Czarodziejka z Jowisza
- Sailor Moon SuperS plus: Ami-chan no hatsukoi – Makoto Kino / Czarodziejka z Jowisza
- Pocket Monsters –
  - Aya,
  - Ayane
- Naruto Shippūden – Kushina Uzumaki
- Ninja Scroll – Kagerō
- Vampire Hunter D: Żądza krwi – Charlotte Elbourne
- Detective Conan: The Last Wizard of the Century – Natsumi Kōsaka
- Maluda – Mina Kadzuki
- Umineko no naku koro ni – żona Kraussa
- Bakuryū Sentai Abaranger – Ptera
- Kidō Senshi Victory Gundam – królowa Zanscare
- Road to Ninja: Naruto the Movie – Kushina Uzumaki